# アレクサンダー・スタジアム
アレクサンダー・スタジアム（Alexander Stadium）はイングランド・バーミンガムのペリーパークに所在する陸上競技場である。1976年に完成。イギリスを代表する陸上競技場としても知らされた。

## 概要
スタジアムは全英陸上競技連盟の本部があり、収容人数は12700人。2022年には第22回コモンウェルスゲームズの開会式・陸上競技・閉会式の開催が決まり、今後5万人収容に拡張され、大会後は25000人に減らす予定。
2011年にIAAFダイヤモンドリーグ英国グランプリが行われた他、アメリカンフットボールの試合がおこなわれていたことがある。
2026年にはここでヨーロッパ選手権が開催予定。